# Expédition franco-toscane

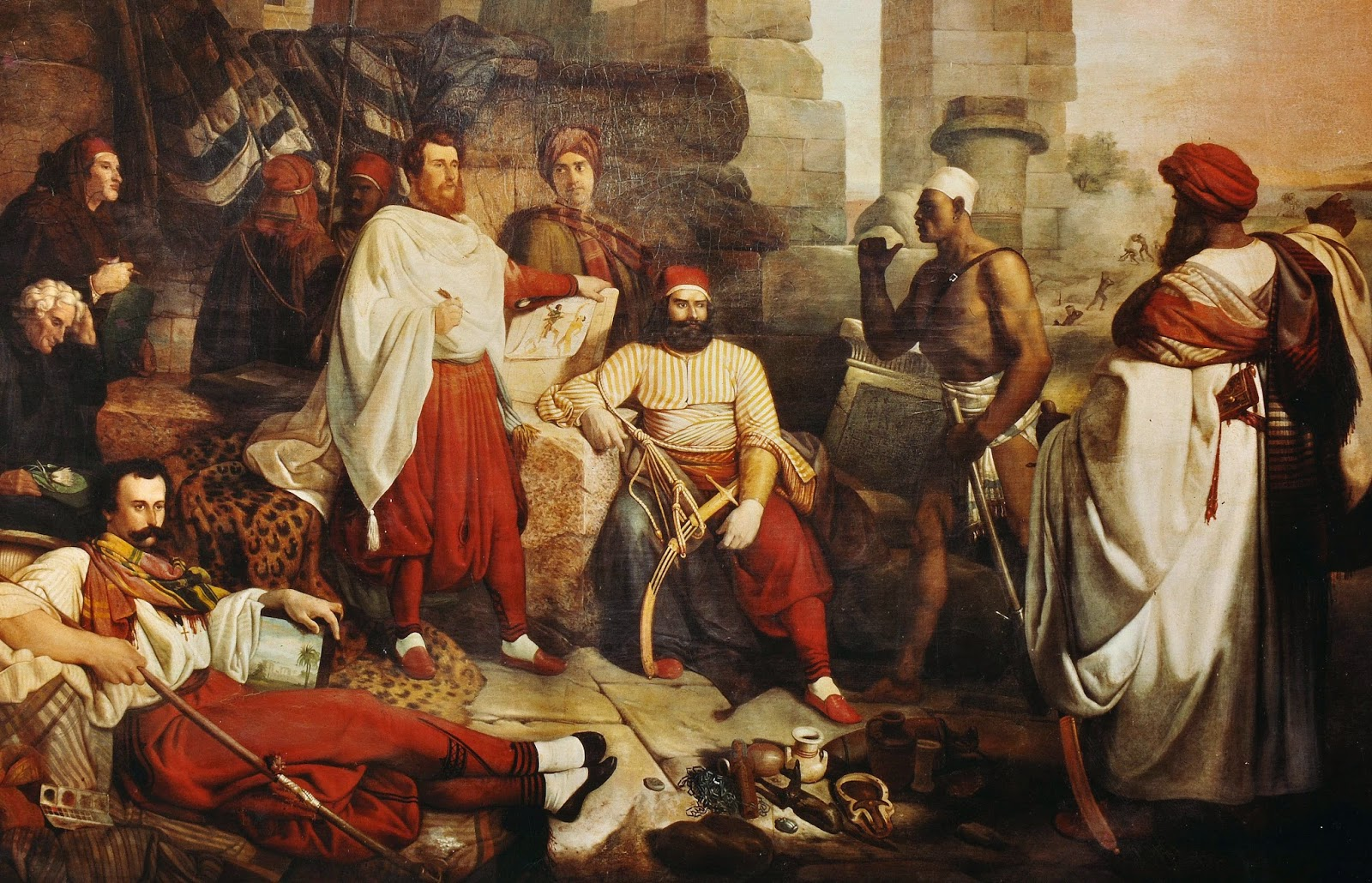
Tableau de Giuseppe Angelelli (v.1836) représentant les membres de l'expédition franco-toscane (ainsi que le peintre): Salvador Cherubini, Alessandro Ricci, Nestor L'Hôte, Angelelli, Giuseppe Raddi, François Lehoux, Alexandre Duchesne, Ippolito Rosellini, Gaetano Rosellini et Jean-François Champollion (des serviteurs indigènes sont également représentés).

L'expédition franco-toscane est une mission scientifique en Égypte et en Nubie, commanditée par le gouvernement français (Charles X, Seconde Restauration) et le gouvernement de Toscane (Léopold II de Toscane), entreprise entre 1828 et 1830 par Jean-François Champollion, Ippolito Rosellini, Alessandro Ricci, Nestor L'Hôte, Salvatore Cherubini, Giuseppe Raddi, François Lehoux, Alexandre Duchesne et Gaetano Rosellini.

## Contexte
Ayant acquis une instruction autodidacte au sein de sa famille, dans les bibliothèques et les musées de France et d'Europe, Jean-François Champollion – dans sa trentaine et passionné d'égyptologie depuis son enfance – veut confirmer, par des fouilles et recherches de terrain, ses hypothèses développées dans sa fameuse Lettre à M. Dacier (1822).
Fort de sa nomination en 1826 comme conservateur de la division égyptienne du Musée du Louvre et porté par son amitié avec l’égyptologue florentin Ippolito Rosellini, il constitue une équipe franco-toscane avec le soutien financier du roi de France, Charles X, et du grand-duc de Toscane, Léopold II. Un contexte politique favorable (rapprochements entre les monarchies européennes après la Restauration française) participe de la faisabilité de cette mission scientifique inter-États.
Ce voyage, le seul que les deux égyptologues effectuent en Égypte, est pour Champollion l’occasion de vérifier ses travaux de déchiffrement des hiéroglyphes, d’assembler une riche documentation en faisant relever lui-même les monuments et de dessiner les antiquités qu’il jugeait intéressantes. Cette mission permet par ailleurs d’enrichir de manière significative pour l'époque les collections des musées du Louvre et de Florence.
La mission est en outre une réelle aventure humaine, car elle comprend une majorité de jeunes scientifiques, mais aussi des dessinateurs et artistes (tels Nestor L'Hôte et Salvatore Cherubini) auxquels s’ajoutent un cuisinier, plusieurs domestiques et des hommes d’équipage ; soit au total une trentaine d’Européens et d’Égyptiens qui cohabiteront pendant plusieurs mois sur des embarcations parfois exigüe, au fil du Nil.

## Déroulement

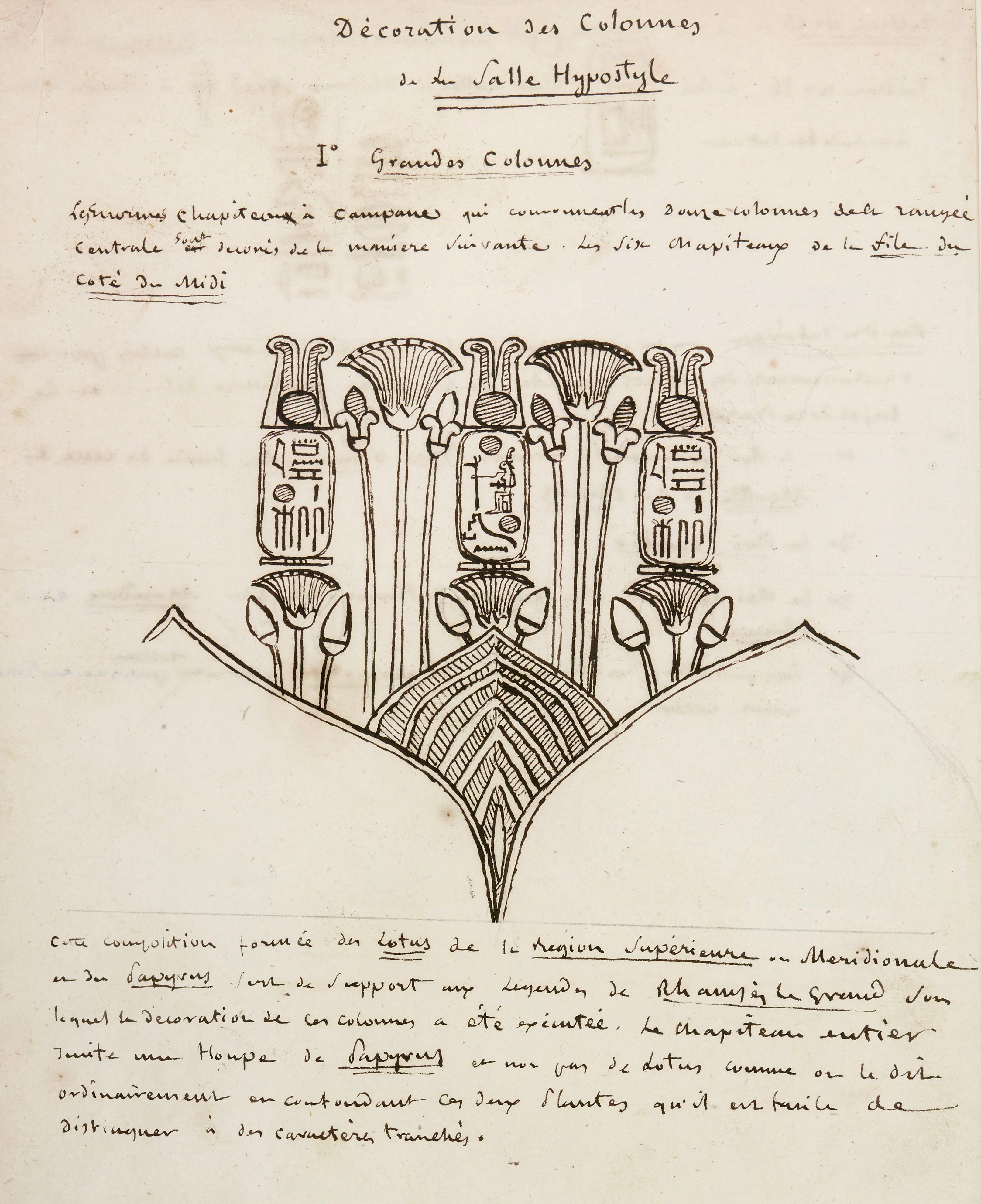
Extrait d'une lettre de J.-F. Champollion à son frère aîné, Temple de Karnak (novembre 1828)

### Arrivée à Alexandrie
L'expédition est armée à Toulon et arrive à Alexandrie en août 1828, où le vice-roi ottoman Méhémet Ali les autorise à naviguer sur le Nil jusqu’en Nubie, ainsi qu'à fouiller et à rapporter des antiquités. Les hommes arrivent quelques jours plus tard au Caire.
Peu de temps après son arrivée l'on sait, d'après l'activité épistolaire intense de Champollion, qu'il chercha à changer d'apparence pour se fondre au maximum dans ce nouveau décor. Ici d'après une lettre du lundi 22 septembre 1828 :

« Ma tête rasée est couverte d’un énorme turban. Je suis complètement habillé à la turque, une belle moustache couvre ma bouche, et un large cimeterre pend à mon côté (...) je débrouille mon arabe, et à force de jargonner, on ne me prendra plus pour un débutant. »

### Haute Égypte et Nubie
En novembre et décembre 1828, l'expédition s'arrête à plusieurs endroits de Haute-Égypte, jusqu'en Nubie. Champollion y aurait notamment exploré le temple d'Abou Simbel en chemise et caleçon.
Fin décembre, alors que les embarcations remontent lentement vers le nord, Champollion écrit à son protecteur Dacier : « Je suis fier maintenant, que, ayant suivi le cours du Nil depuis son embouchure jusqu’à la seconde cataracte, j’ai le droit de vous annoncer qu’il n’y a rien à modifier dans notre Lettre sur l’alphabet des hiéroglyphes ».

## Galerie

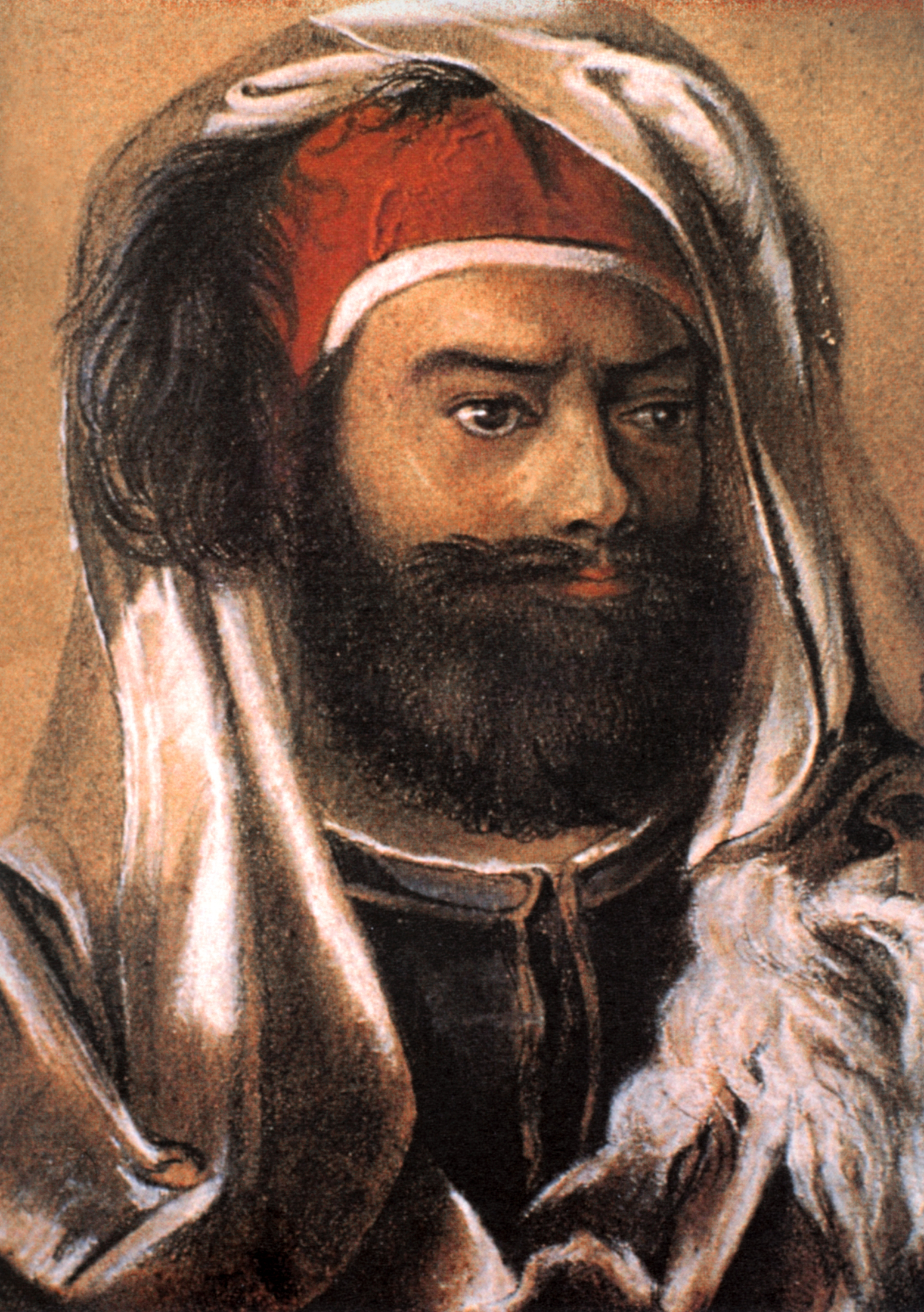
J.-F. Champollion en habits « égyptiens » ou « turcs » (1828-29) ;
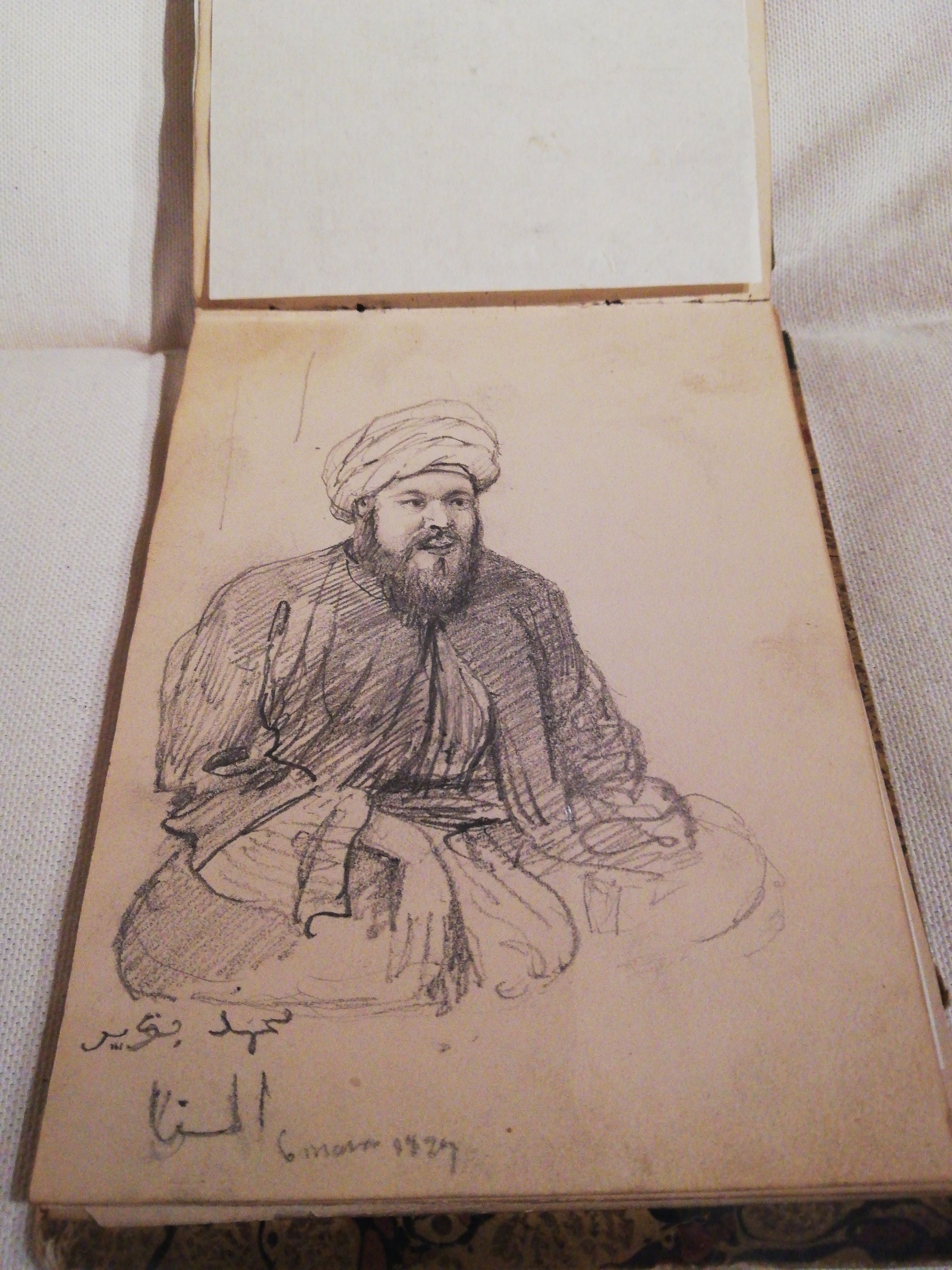
Extrait du carnet de dessins de Salvatore Cherubini, dessinateur de l'expédition et fils de Luigi Cherubini (v. 1829) ;
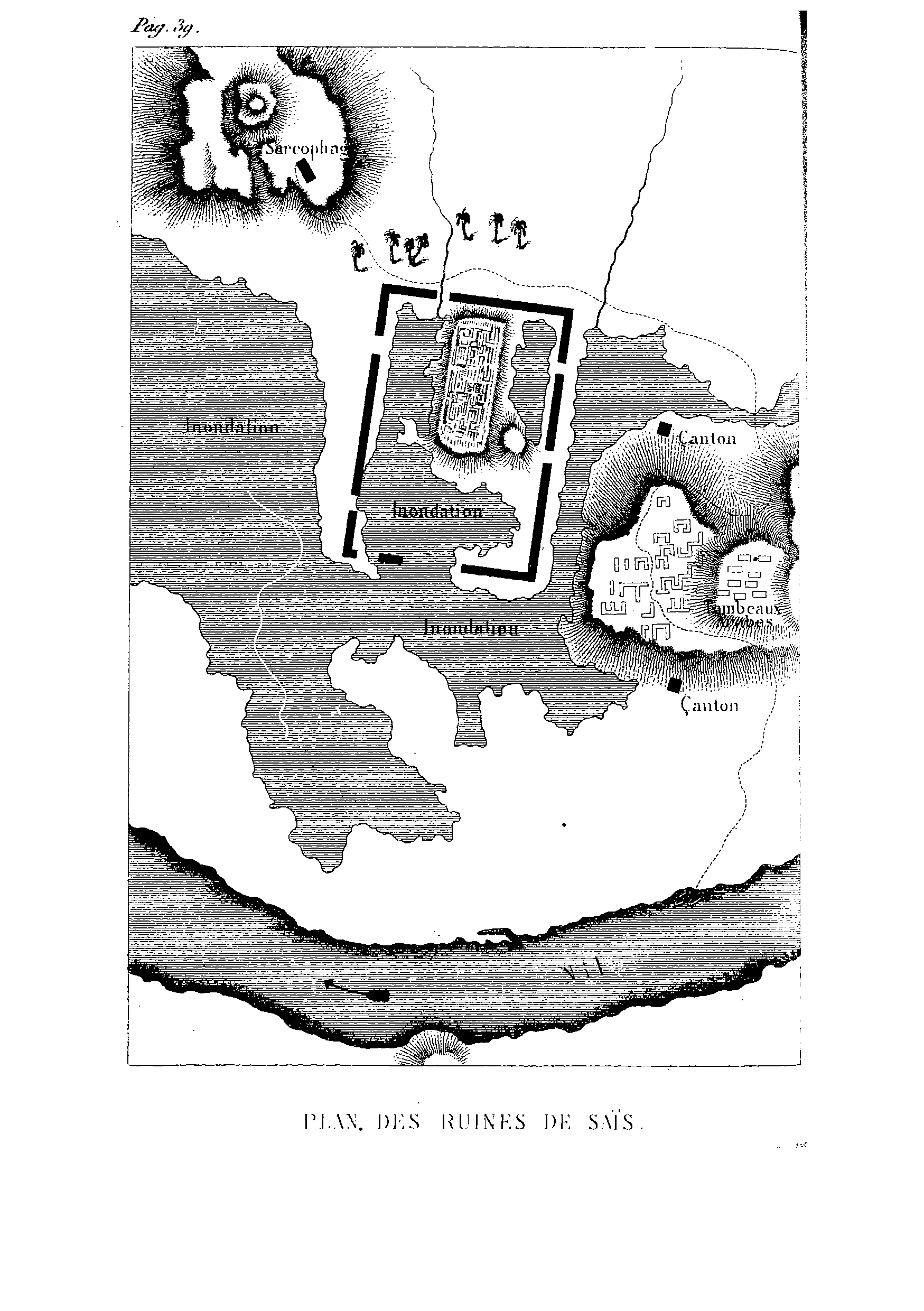
Plan des ruines de Saïs, dessiné par Jean-François Champollion (1828). Inscriptions, de haut en bas et de gauche à droite : sarcophage, inondation, canton, tombeaux arabes, Nil ;

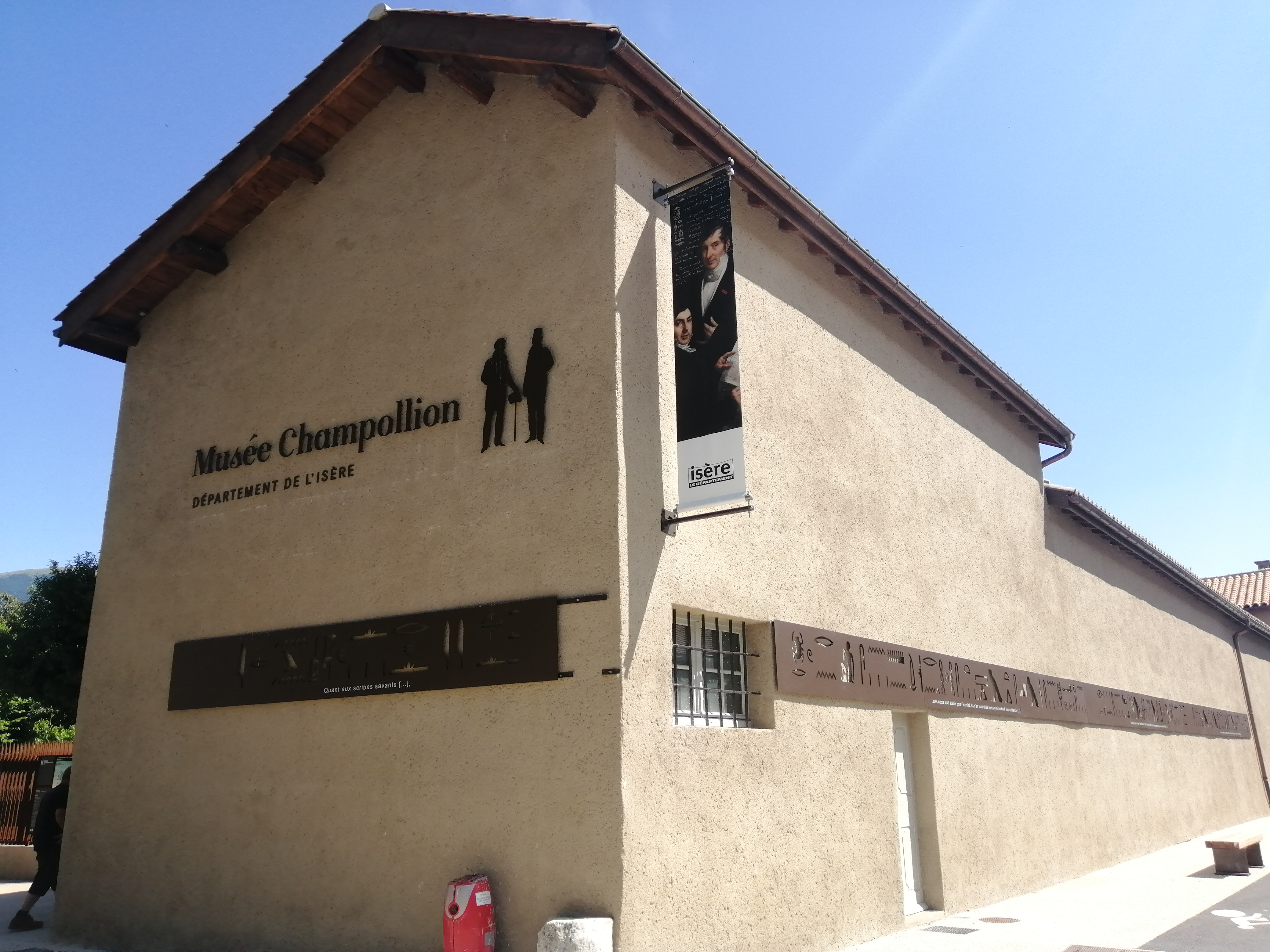
Musée Champollion dans la maison de Jacques-Joseph Champollion (Vif, Isère, Auvergne-Rhône-Alpes, France) ;
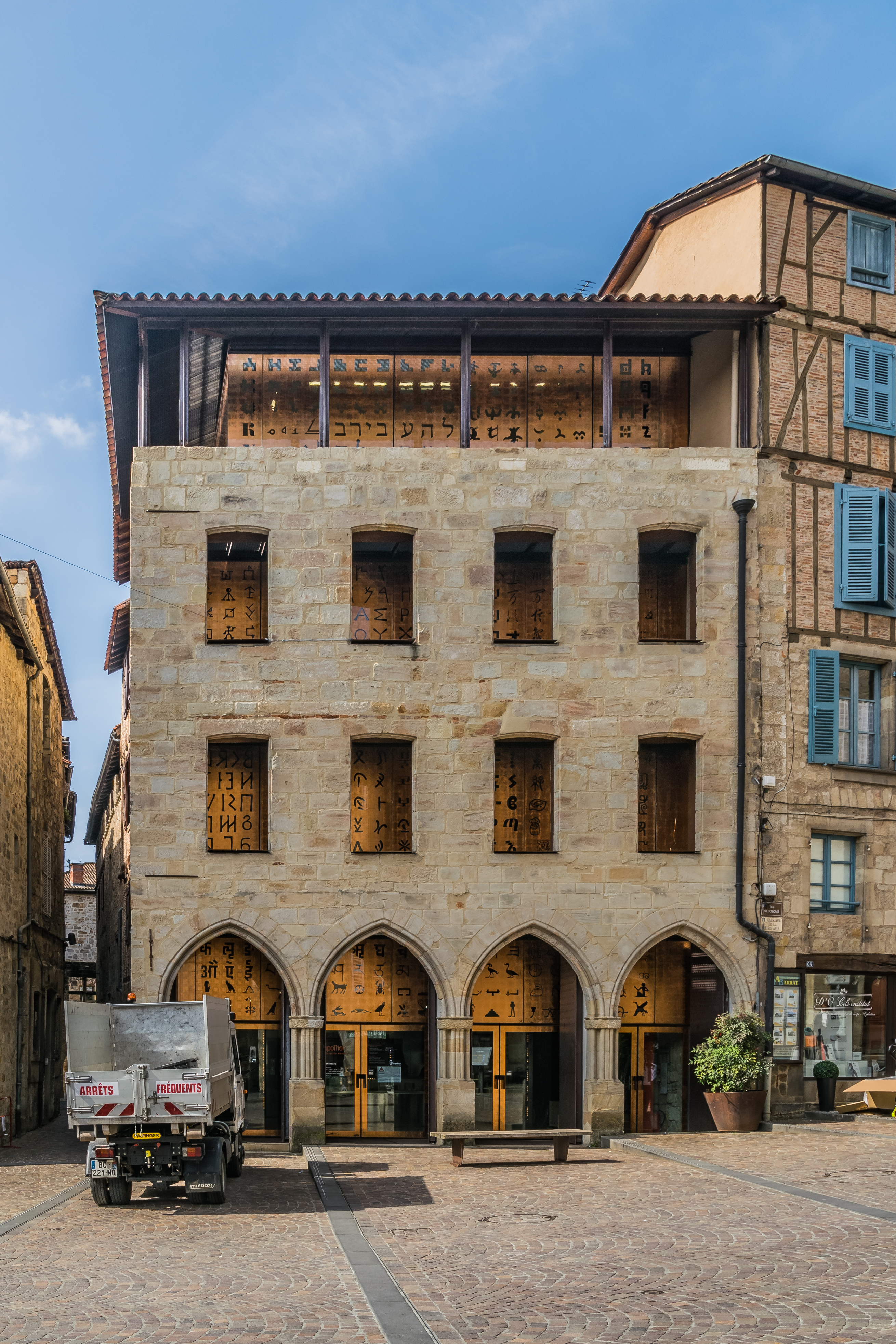
Musée Champollion à Figeac (Lot, Occitanie) ;
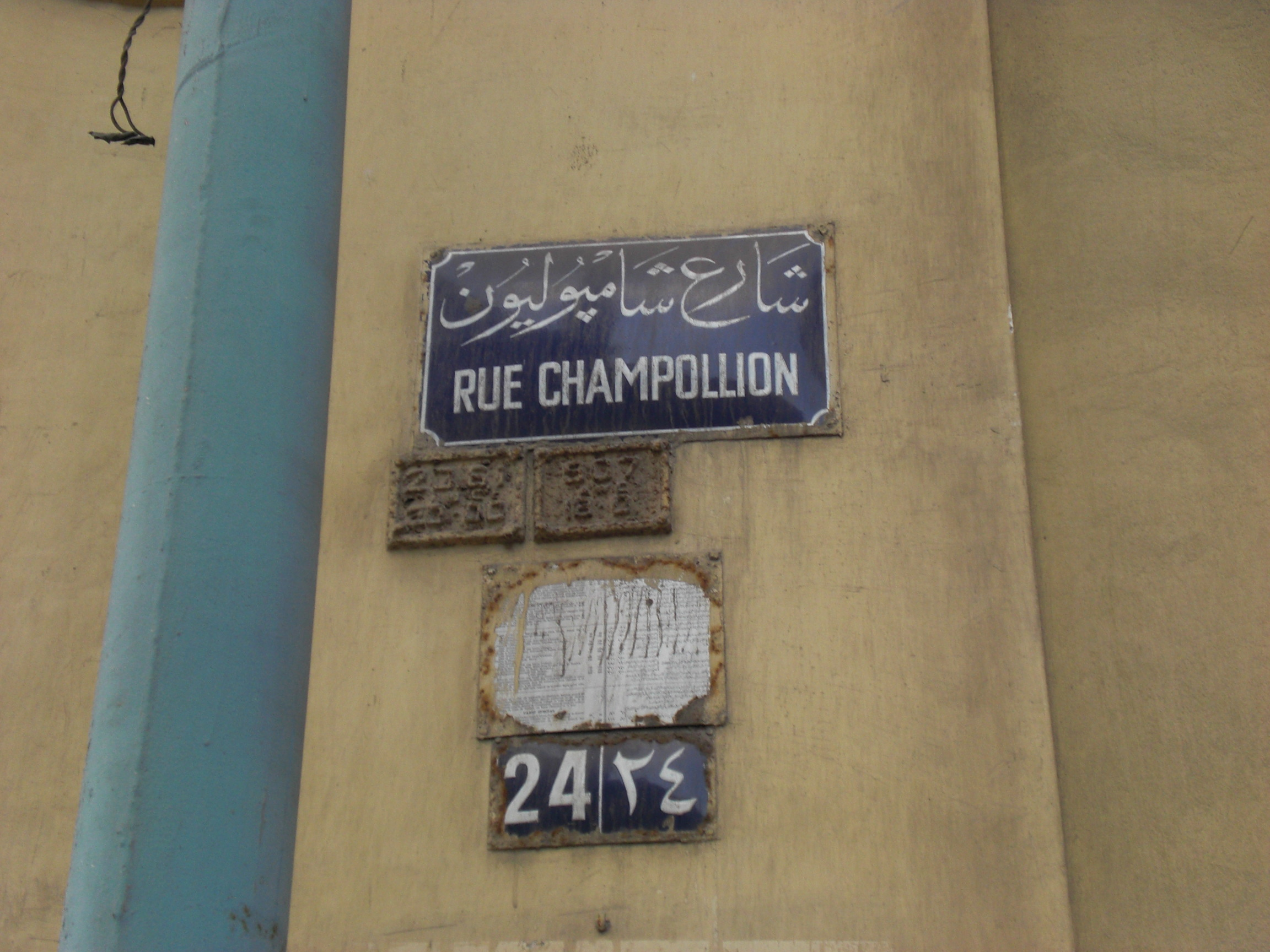
Rue Champollion, à Alexandrie (Égypte).

## Suites
Outre « quinze cents dessins dont une grande partie coloriés [...] sur place » et la promesse du vice-roi égyptien de céder à la France les obélisques de Louxor, Champollion rapporte une collection de cent deux pièces ou lots à destination du Musée du Louvre.
En outre, conscient de l'importance de règlementer les fouilles pour éviter les pillages encore fréquents, il adresse d'Alexandrie un rapport circonstancié au vice-roi, étape essentielle dans l'histoire de l'archéologie égyptienne moderne ; pour la première fois, une voix défend la conservation du patrimoine égyptien et préconise des mesures contre sa dispersion. Ces mesures ne seront prises que progressivement à partir de 1835 puis de façon plus efficace, en 1858, lors de la création du Service des Antiquités, sous la direction d'Auguste Mariette.
À la suite de ce voyage, Monuments de l’Égypte et de la Nubie d’après les dessins exécutés sur les lieux sous la direction de Champollion le Jeune (1835) sera publié en collaboration avec Rosellini, fondant académiquement la nouvelle discipline égyptologique en Europe.
En 1830 et en reconnaissance de cette expédition menée à bien, Jean-François Champollion est élu Académicien à l’Académie des inscriptions et belles-lettres ; il est nommé, l'année suivante, professeur au Collège de France, à la chaire d’archéologie.

## Documentation
De nombreux documents et livres furent repris et publiés après la mort de Champollion (1832), notamment:
- Monuments de l’Égypte et de la Nubie d’après les dessins exécutés sur les lieux sous la direction de Champollion le Jeune, Paris, Firmin Didot frères, 1835 : t. 1 ; 1845 : t. 2 à 4 ;
- Monuments de l’Égypte et de la Nubie. Notices descriptives, Paris, Firmin Didot frères, 1844 : t.1 ; Firmin Didot et compagnie, 1889 : t. 2 (Gaston Maspero, éd.).
- Hermine Hartleben (éd.), Lettres et journaux de Champollion, t. 2 : Lettres et journaux écrits pendant le voyage d’Égypte (Bibliothèque égyptologique 31), Paris, Ernest Leroux, 1909.

Divers documents de Champollion le jeune – notamment sa correspondance avec son frère aîné – sont conservés aux Archives départementales de l'Isère sous la cote 185 J.
Le livre des comptes de l'expédition était tenu par Ippolito Rosellini et fut numérisé par l’université de Pise.